# Beth Brickell
Pour les articles homonymes, voir Brickell.
Beth Brickell est une actrice, réalisatrice, productrice, scénariste et monteuse américaine, née le 13 novembre 1941 à Camden dans l'Arkansas aux États-Unis.

## Filmographie

### Actrice
- 1967 : Mon ami Ben (Gentle Ben) (série TV) : Ellen Wedloe
- 1970 : San Francisco International (TV) : Katie Barrett
- 1970 : Le Virginien (TV) saison 9 épisode 12 (Last of the Comancheros) : Sally Nye
- 1972 : The Great Man's Whiskers (TV) : Katherine Witherby
- 1972 : The Only Way Home : Marcia
- 1973 : La Dernière enquête (Brock's Last Case) (TV) : Ellen Ashley
- 1975 : La Brigade du Texas (Posse), de Kirk Douglas : Carla Ross
- 1977 : Death Game : Karen Manning
- 2005 : Mr. Christmas (vidéo)

### Réalisatrice
- 1975 : Little Boy Blue
- 1978 : A Rainy Day
- 1984 : Summer's End
- 1987 : To Tell the Truth

### Productrice
- 1975 : Little Boy Blue
- 1978 : A Rainy Day
- 1984 : Summer's End
- 1987 : To Tell the Truth
- 2005 : Mr. Christmas (vidéo)

### Scénariste
- 1975 : Little Boy Blue
- 1978 : A Rainy Day
- 1984 : Summer's End
- 2005 : Mr. Christmas (vidéo)

### Monteuse
- 1975 : Little Boy Blue
- 1978 : A Rainy Day
- 2005 : Mr. Christmas (vidéo)